# نائب رئيس مجلس الوزراء
نائب رئيس الوزراء (في بعض البلدان)، هو وزير في الحكومة يمكنه تولي منصب رئيس الوزراء بالإنابة عندما يتغيب رئيس الوزراء مؤقتًا. غالبًا ما يتم تشبيه المنصب بمنصب نائب الرئيس، حيث أن كلا المنصبين هما المكتبان "رقم اثنان"، مع وجود بعض الاختلافات.
لكل من ولايات أستراليا ومقاطعات كندا منصب مماثل لنائب رئيس الوزراء. في الإدارات التي تم تفويضها في المملكة المتحدة، هناك منصب مشابه وهو منصب نائب الوزير الأول، على الرغم من أن المنصب في أيرلندا الشمالية له صلاحيات مكافئة للوزير الأول تختلف فقط في ألقاب المناصب. في كندا لا ينبغي الخلط بين منصب نائب رئيس الوزراء وبين منصب نائب الوزير الكندي لرئيس وزراء كندا وهو منصب لموظف مدني غير سياسي. في النمسا وألمانيا يُعرف صاحب هذا المنصب باسم نائب المستشار.
يشغل نائب رئيس الوزراء تقليديًا منصب رئيس الوزراء بالإنابة عندما يكون رئيس الوزراء غائبًا مؤقتًا أو غير قادر على ممارسة السلطة. غالبًا ما يُطلب من نائب رئيس الوزراء أن يتولى منصب رئيس الوزراء بعد وفاة رئيس الوزراء المفاجئة أو استقالته غير المتوقعة، لكن هذا ليس بالضرورة مفوضًا بموجب الدستور. غالبًا ما يكون هذا المنصب الحكومي وظيفة يتم إجراؤها بالتزامن مع وزارة أخرى، وعادةً ما يتم منحها إلى أحد الوزراء الأقدم والأكثر خبرة في مجلس الوزراء. قد يكون شاغل هذا المنصب أيضًا نائب زعيم الحزب الحاكم أو ربما زعيم الحزب الأصغر في حكومة ائتلافية.
نظرًا لأن نائب رئيس الوزراء في بعض الأحيان أقل انخراطًا في صراعات السلطة السياسية للحكومة وأكثر تركيزًا على المهام المطروحة، لم يحظ نواب رئيس الوزراء باهتمام الساسة. تم تحديد تسع صفات لنائب رئيس الوزراء في دراسة نشرت عام 2009 في مجلة العلوم السياسية وهي: السلوك والطباع، العلاقات مع مجلس الوزراء والتجمع الحزبي، والعلاقة مع حزبه، والمحاباة العامة، والمهارات الإعلامية، والإنجازات كنائب لرئيس الوزراء والعلاقة مع رئيس مجلس الوزراء وطموح القيادة وطريقة الخلافة.